# Хумаринське кам'яновугільне родовище
Хумаринське кам'яновугільне родовище — розташоване на Північному Кавказі.
Станом на кінець XX ст. розробляється трьома шахтами потужністю до 100 тис. т. за рік. Поруч розташоване Аскаут–Тебердинське кам'яновугільне родовище, яке розробляє шахта потужністю до 40 тис. т.за рік.